# Saturn Awards 2015
La 41ª edizione dei Saturn Awards si è svolta il 25 giugno 2015 a Burbank in California. Le candidature sono state annunciate nel marzo del 2015.

## Candidati e vincitori
I vincitori sono indicati in grassetto, a seguire gli altri candidati.

### Film

#### Miglior film di fantascienza
- Interstellar, regia di Christopher Nolan
- Apes Revolution - Il pianeta delle scimmie (Dawn of the Planet of the Apes), regia di Matt Reeves
- Edge of Tomorrow - Senza domani (Edge of Tomorrow), regia di Doug Liman
- Godzilla, regia di Gareth Edwards
- Hunger Games: Il canto della rivolta - Parte 1 (The Hunger Games: Mockingjay – Part 1), regia di Francis Lawrence
- The Zero Theorem - Tutto è vanità (The Zero Theorem), regia di Terry Gilliam

#### Miglior film fantasy
- Lo Hobbit - La battaglia delle cinque armate (The Hobbit: The Battle of the Five Armies), regia di Peter Jackson
- Birdman, regia di Alejandro González Iñárritu
- Grand Budapest Hotel (The Grand Budapest Hotel), regia di Wes Anderson
- Into the Woods, regia di Rob Marshall
- Maleficent, regia di Robert Stromberg
- Paddington, regia di Paul King

#### Miglior film horror
- Dracula Untold, regia di Gary Shore
- Annabelle, regia di John R. Leonetti
- The Babadook, regia di Jennifer Kent
- Horns, regia di Alexandre Aja
- Solo gli amanti sopravvivono (Only Lovers Left Alive), regia di Jim Jarmusch
- Anarchia - La notte del giudizio (The Purge: Anarchy), regia di James DeMonaco

#### Miglior film thriller
- L'amore bugiardo - Gone Girl (Gone Girl), regia di David Fincher
- American Sniper, regia di Clint Eastwood
- The Equalizer - Il vendicatore (The Equalizer), regia di Antoine Fuqua
- The Guest, regia di Adam Wingard
- The Imitation Game, regia di Morten Tyldum
- Lo sciacallo - Nightcrawler (Nightcrawler), regia di Dan Gilroy

#### Miglior film d'azione/avventura
- Unbroken, regia di Angelina Jolie
- Exodus - Dei e re (Exodus: Gods and Kings), regia di Ridley Scott
- Vizio di forma (Inherent Vice), regia di Paul Thomas Anderson
- Lucy, regia di Luc Besson
- Noah, regia di Darren Aronofsky
- Snowpiercer, regia di Bong Joon-ho

#### Migliore trasposizione da fumetto a film
- Guardiani della Galassia (Guardians of the Galaxy), regia di James Gunn
- The Amazing Spider-Man 2 - Il potere di Electro (The Amazing Spider-Man 2), regia di Marc Webb
- Captain America: The Winter Soldier, regia di Anthony e Joe Russo
- X-Men - Giorni di un futuro passato (X-Men: Days of Future Past), regia di Bryan Singer

#### Miglior attore
- Chris Pratt - Guardiani della Galassia (Guardians of the Galaxy)
- Tom Cruise - Edge of Tomorrow - Senza domani (Edge of Tomorrow)
- Chris Evans - Captain America: The Winter Soldier
- Jake Gyllenhaal - Lo sciacallo - Nightcrawler (Nightcrawler)
- Michael Keaton - Birdman
- Matthew McConaughey - Interstellar
- Dan Stevens - The Guest

#### Miglior attrice
- Rosamund Pike - L'amore bugiardo - Gone Girl (Gone Girl)
- Emily Blunt - Edge of Tomorrow - Senza domani (Edge of Tomorrow)
- Essie Davis - The Babadook
- Anne Hathaway - Interstellar
- Angelina Jolie - Maleficent
- Jennifer Lawrence - Hunger Games: Il canto della rivolta - Parte 1 (The Hunger Games: Mockingjay – Part 1)

#### Miglior attore non protagonista
- Richard Armitage - Lo Hobbit - La battaglia delle cinque armate (The Hobbit: The Battle of the Five Armies)
- Josh Brolin - Vizio di forma (Inherent Vice)
- Samuel L. Jackson - Captain America: The Winter Soldier
- Anthony Mackie - Captain America: The Winter Soldier
- Andy Serkis - Apes Revolution - Il pianeta delle scimmie (Dawn of the Planet of the Apes)
- J.K. Simmons - Whiplash

#### Miglior attrice non protagonista
- Rene Russo - Lo sciacallo - Nightcrawler (Nightcrawler)
- Jessica Chastain - Interstellar
- Scarlett Johansson - Captain America: The Winter Soldier
- Evangeline Lilly - Lo Hobbit - La battaglia delle cinque armate (The Hobbit: The Battle of the Five Armies)
- Emma Stone - Birdman
- Meryl Streep - Into the Woods

#### Miglior attore emergente
- Mackenzie Foy - Interstellar
- Elle Fanning - Maleficent
- Chloë Grace Moretz - The Equalizer - Il vendicatore (The Equalizer)
- Tony Revolori - Grand Budapest Hotel (The Grand Budapest Hotel)
- Kodi Smit-McPhee - Apes Revolution - Il pianeta delle scimmie (Dawn of the Planet of the Apes)
- Noah Wiseman - The Babadook

#### Miglior regia
- James Gunn - Guardiani della Galassia (Guardians of the Galaxy)
- Alejandro González Iñárritu - Birdman
- Doug Liman - Edge of Tomorrow - Senza domani (Edge of Tomorrow)
- Christopher Nolan - Interstellar
- Matt Reeves - Apes Revolution - Il pianeta delle scimmie (Dawn of the Planet of the Apes)
- Joe Russo e Anthony Russo - Captain America: The Winter Soldier
- Bryan Singer - X-Men - Giorni di un futuro passato (X-Men: Days of Future Past)

#### Miglior sceneggiatura
- Christopher Nolan e Jonathan Nolan - Interstellar
- Christopher Markus e Stephen McFeely - Captain America: The Winter Soldier
- Christopher McQuarrie, Jez Butterworth e John-Henry Butterworth - Edge of Tomorrow - Senza domani (Edge of Tomorrow)
- Wes Anderson - Grand Budapest Hotel (The Grand Budapest Hotel)
- James Gunn e Nicole Perlman - Guardiani della Galassia (Guardians of the Galaxy)
- Fran Walsh, Philippa Boyens, Peter Jackson e Guillermo del Toro - Lo Hobbit - La battaglia delle cinque armate (The Hobbit: The Battle of the Five Armies)
- Damien Chazelle - Whiplash

#### Miglior montaggio
- James Herbert e Laura Jennings - Edge of Tomorrow - Senza domani (Edge of Tomorrow)
- Jeffrey Ford e Matthew Schmidt - Captain America: The Winter Soldier
- Fred Raskin, Craig Wood e Hughes Winborne - Guardiani della Galassia (Guardians of the Galaxy)
- Lee Smith - Interstellar
- Tim Squyres - Unbroken
- John Ottman - X-Men - Giorni di un futuro passato (X-Men: Days of Future Past)

#### Miglior scenografia
- Nathan Crowley - Interstellar
- Peter Wenham - Captain America: The Winter Soldier
- James Chinlund - Apes Revolution - Il pianeta delle scimmie (Dawn of the Planet of the Apes)
- Adam Stockhausen - Grand Budapest Hotel (The Grand Budapest Hotel)
- Charles Wood - Guardiani della Galassia (Guardians of the Galaxy)
- Dennis Gassner - Into the Woods

#### Miglior colonna sonora
- Hans Zimmer - Interstellar
- Henry Jackman - Captain America: The Winter Soldier
- Michael Giacchino - Apes Revolution - Il pianeta delle scimmie (Dawn of the Planet of the Apes)
- Alexandre Desplat - Godzilla
- Howard Shore - Lo Hobbit - La battaglia delle cinque armate (The Hobbit: The Battle of the Five Armies)
- John Powell - Dragon Trainer 2 (How to Train Your Dragon 2)

#### Miglior costumi
- Ngila Dickson - Dracula Untold
- Janty Yates - Exodus - Dei e re (Exodus: Gods and Kings)
- Alexandra Byrne - Guardiani della Galassia (Guardians of the Galaxy)
- Colleen Atwood - Into the Woods
- Anna B. Sheppard - Maleficent
- Louise Mingenbach - X-Men - Giorni di un futuro passato (X-Men: Days of Future Past)

#### Miglior trucco
- David White e Elizabeth Yianni-Georgiou - Guardiani della Galassia (Guardians of the Galaxy)
- Bill Terezakis e Lisa Love - Apes Revolution - Il pianeta delle scimmie (Dawn of the Planet of the Apes)
- Mark Coulier e Daniel Phillips - Dracula Untold
- Peter King, Rick Findlater e Gino Acevedo - Lo Hobbit - La battaglia delle cinque armate (The Hobbit: The Battle of the Five Armies)
- Peter King e Matthew Smith - Into the Woods
- Adrien Morot e Norma Hill-Patton - X-Men - Giorni di un futuro passato (X-Men: Days of Future Past)

#### Migliori effetti speciali
- Paul Franklin, Andrew Lockley, Ian Hunter e Scott Fisher - Interstellar
- Dan DeLeeuw, Russell Earl, Bryan Grill e Dan Sudick - Captain America: The Winter Soldier
- Joe Letteri, Dan Lemmon, Daniel Barrett e Erik Winquist - Apes Revolution - Il pianeta delle scimmie (Dawn of the Planet of the Apes)
- Gary Brozenich, Nick Davis, Jonathan Fawkner e Matthew Rouleau - Edge of Tomorrow - Senza domani (Edge of Tomorrow)
- Stephane Ceretti, Nicolas Aithadi, Jonathan Fawkner e Paul Corbould - Guardiani della Galassia (Guardians of the Galaxy)
- Joe Letteri, Eric Saindon, David Clayton e R. Christopher White - Lo Hobbit - La battaglia delle cinque armate (The Hobbit: The Battle of the Five Armies)

#### Miglior film indipendente
- Whiplash, regia di Damien Chazelle
- Il ricatto (Grand Piano), regia di Eugenio Mira
- I Origins, regia di Mike Cahill
- 1981: Indagine a New York (A Most Violent Year), regia di J. C. Chandor
- The One I Love, regia di Charlie McDowell
- I due volti di gennaio (The Two Faces of January), regia di Hossein Amini

#### Miglior film internazionale
- La teoria del tutto (The Theory of Everything), regia di James Marsh ( Regno Unito)
- Bird People, regia di Pascale Ferran ( Francia)
- Calvario (Calvary), regia di John Michael McDonagh ( Regno Unito/ Irlanda)
- Forza maggiore (Force majeure), regia di Ruben Östlund ( Danimarca/ Svezia/ Norvegia)
- Mood Indigo - La schiuma dei giorni (L'Écume des jours), regia di Michel Gondry ( Francia)
- Le due vie del destino - The Railway Man (The Railway Man), regia di Jonathan Teplitzky ( Australia/ Regno Unito)

#### Miglior film d'animazione
- The LEGO Movie, regia di Phil Lord e Christopher Miller
- Big Hero 6, regia di Don Hall e Chris Williams
- Boxtrolls - Le scatole magiche (The Boxtrolls), regia di Graham Annable ed Anthony Stacchi
- Dragon Trainer 2 (How to Train Your Dragon 2), regia di Dean DeBlois
- Si alza il vento (Kaze tachinu), regia di Hayao Miyazaki

### Televisione

#### Miglior serie televisiva trasmessa da una rete
- Hannibal
- The Blacklist
- The Following
- Grimm
- Person of Interest
- Sleepy Hollow

#### Miglior serie televisiva trasmessa via cavo
- The Walking Dead
- L'esercito delle 12 scimmie
- American Horror Story: Freak Show
- Continuum
- Falling Skies
- Salem
- The Strain

#### Miglior serie televisiva (limited run)
- Il Trono di Spade (Game of Thrones)
- Bates Motel
- Dal tramonto all'alba - La serie (From Dusk till Dawn: The Series)
- The Last Ship
- The Librarians
- Outlander

#### Miglior serie televisiva di supereroi
- The Flash
- Agent Carter
- Agents of S.H.I.E.L.D.
- Arrow
- Constantine
- Gotham

#### Miglior attore in una serie televisiva
- Hugh Dancy - Hannibal
- Andrew Lincoln - The Walking Dead
- Grant Gustin - The Flash
- Tobias Menzies - Outlander
- Mads Mikkelsen - Hannibal
- Noah Wyle - Falling Skies

#### Miglior attrice in una serie televisiva
- Caitriona Balfe - Outlander
- Hayley Atwell - Agent Carter
- Vera Farmiga - Bates Motel
- Jessica Lange - American Horror Story: Freak Show
- Rachel Nichols - Continuum
- Rebecca Romijn - The Librarians

#### Miglior attore non protagonista in una serie televisiva
- Laurence Fishburne - Hannibal
- David Bradley - The Strain
- Sam Heughan - Outlander
- Erik Knudsen - Continuum
- Norman Reedus - The Walking Dead
- Richard Sammel - The Strain

#### Miglior attrice non protagonista in una serie televisiva
- Melissa McBride - The Walking Dead
- Emilia Clarke - Il Trono di Spade (Game of Thrones)
- Jenna Coleman - Doctor Who
- Caroline Dhavernas - Hannibal
- Lexa Doig - Continuum
- Emily Kinney - The Walking Dead

#### Miglior guest star in una serie televisiva
- Wentworth Miller - The Flash
- Dominic Cooper - Agent Carter
- Neil Patrick Harris - American Horror Story: Freak Show
- John Larroquette - The Librarians
- Michael Pitt - Hannibal
- Andrew J. West - The Walking Dead

#### Miglior attore emergente in una serie televisiva
- Maisie Williams - Il Trono di Spade (Game of Thrones)
- Camren Bicondova - Gotham
- Maxim Knight - Falling Skies
- Tyler Posey - Teen Wolf
- Chandler Riggs - The Walking Dead
- Holly Taylor - The Americans

#### Miglior serie televisiva per giovani
- The 100
- Doctor Who
- Pretty Little Liars
- Supernatural
- Teen Wolf
- The Vampire Diaries

### Home video

#### Miglior DVD/Blu-ray (film)
- Il luogo delle ombre (Odd Thomas)
- Beneath
- Blue Ruin
- Ragnarok
- White Bird (White Bird in a Blizzard)
- Wolf Creek 2

#### Miglior edizione speciale DVD/Blu-ray
- Cabal: The Director's Cut
- Alexander: The Ultimate Cut
- Lo Hobbit - La desolazione di Smaug: Extended Edition
- C'era una volta in America: Extended Director's Cut
- Il salario della paura
- Non aprite quella porta: 40th Anniversary Collector's Edition

#### Miglior DVD/Blu-ray (serie TV)
- Twin Peaks: The Entire Mystery (Twin Peaks: Stagione 1 & 2 & Twin Peaks: Fire Walk with Me)
- Batman: La serie TV completa
- Hannibal: 2ª stagione
- Merlin: La serie completa
- Spartacus: La serie completa
- Star Trek: The Next Generation: 7ª stagione
- Storie di guerra e di magia: La serie completa

#### Miglior collezione DVD/Blu-ray
- Halloween: The Complete Collection
- The Exorcist: The Complete Anthology
- Stanley Kubrick: The Masterpiece Collection
- Steven Spielberg Director's Collection
- Toho Godzilla Collection
- Universal Classic Monsters: Complete 30 Film Collection